# Lancillotto o il cavaliere della carretta
Lancillotto o il cavaliere della carretta (Lancelot ou le Chevalier à la charrette) è un romanzo in francese antico scritto da Chrétien de Troyes intorno agli anni 1170-1180, all'incirca nello stesso periodo di Yvain, il cavaliere del leone (o poco prima). È stato pubblicato in Italia anche con il titolo Romanzi Cortesi: Lancillotto, in una trilogia con gli altri due romanzi di Chrétien, rispettivamente su Ivano e Perceval.

## Aspetti generali
Chrétien scrisse il Lancillotto su invito della sua protettrice Maria, contessa di Champagne, figlia di Eleonora d'Aquitania e Luigi VII di Francia. Non completò la sua opera, lasciando il compito di portarla a termine a Godefroi de Leigni.
La vicenda narrata è centrata sull'amore esclusivo e irresistibile del cavaliere Lancillotto del Lago per Ginevra, moglie di re Artù. In particolare, Lancillotto svolge il ruolo dell'eroe che salva la regina rapita dal malvagio Meleagant. Il rapimento di Ginevra è uno dei leit-motiv più antichi del ciclo arturiano: compare anche nella Vita di Gildas di Caradoc di Llancarfan e nell'architrave della cattedrale di Modena. L'opera di Chrétien ebbe un ruolo importante nel consolidare questo tema come uno dei principali del ciclo arturiano; esso riapparve poi nel Lancillotto in prosa e alla fine anche ne La morte di Artù di Thomas Malory.
Il Lancillotto è inoltre uno degli esempi più celebri del concetto di amor cortese, e al tempo stesso una versione tradizionale del topos letterario dell'amore adultero. Quest'ultimo elemento non sembra derivato dalla tradizione arturiana precedente, ma è da ritenersi, con ogni probabilità, invenzione dell'autore stesso.
In questo romanzo, Chrétien è riuscito a creare una delle più forti e compiute figure della sua narrativa, uno dei personaggi meglio tratteggiati.

## Trama
L'azione è incentrata sul salvataggio da parte di Lancillotto della regina Ginevra, rapita da Meleagant, figlio di Baudemagu. La storia riguarda le prove che Lancillotto deve superare per salvare Ginevra e la sua stessa difficoltà nel bilanciare i suoi doveri di cavaliere di Artù rispetto all'amore che prova per Ginevra, moglie di quest'ultimo.

## Critica
Il romanzo, come dice Reto Bezzola in un celebre saggio su Chrétien, è reso complicato da enigmi non risolti e situazioni lasciate inspiegate, dove risulta predominante «il senso dell'avventura e dell'amore» e nel quale l'intrecciarsi di persone, parole ed episodi si rifà alla caratteristica cortese.
La scrittura di Chrétien è molto lontana dallo stile sublime dell'antichità e si snoda in forma piana e colloquiale anche se costruita su schemi retorici dove non manca il senso dell'ironia.

## Edizioni del testo
Recentemente Pietro G. Beltrami, nel volume intitolato Il Cavaliere della Carretta (Lancillotto), ha compiuto un'accurata opera di traduzione con rielaborazioni e commenti, che ricalca in modo fedele ma originale gli octosyllabes a rima baciata dell'autore e rende molto bene lo stile retoricamente costruito ma anche piano, e talora ironico, dell'originale.